# Bermpje
Het bermpje (Barbatula barbatula) is een in de Benelux inheemse bodemvis. Tot recentelijk werd het bermpje bij de familie van de modderkruipers (Cobitidae) ingedeeld. Sinds enige tijd echter wordt hij ingedeeld in de familie van de steenkruipers (Balitoridae).

## Kenmerken
De vis heeft een langgerekt lichaam. De huid is glad zonder zichtbare schubjes en heeft een geelbruine kleur met onregelmatige donkere vlekken op de flanken. Hij wordt maximaal 20 cm lang maar blijft meestal kleiner. De onderstandige bek is omgeven door een zestal bekdraden (tasters).

## Verspreiding en leefgebied
Het bermpje komt in bijna geheel Europa voor, behalve in Scandinavië. Ook in de Oostzee kan men hem aantreffen. Hij heeft een voorkeur voor relatief ondiep water (10-25 cm) dat middelmatig snel stroomt. Dat kunnen beken en riviertjes, maar ook sloten of vaarten zijn. In beken en kleinere rivieren op zandgronden kan de soort plaatselijk vrij talrijk voorkomen als de omstandigheden gunstig zijn. De vis verbergt zich overdag onder en tussen objecten zoals stenen, takken en planten.

## Ecologische betekenis

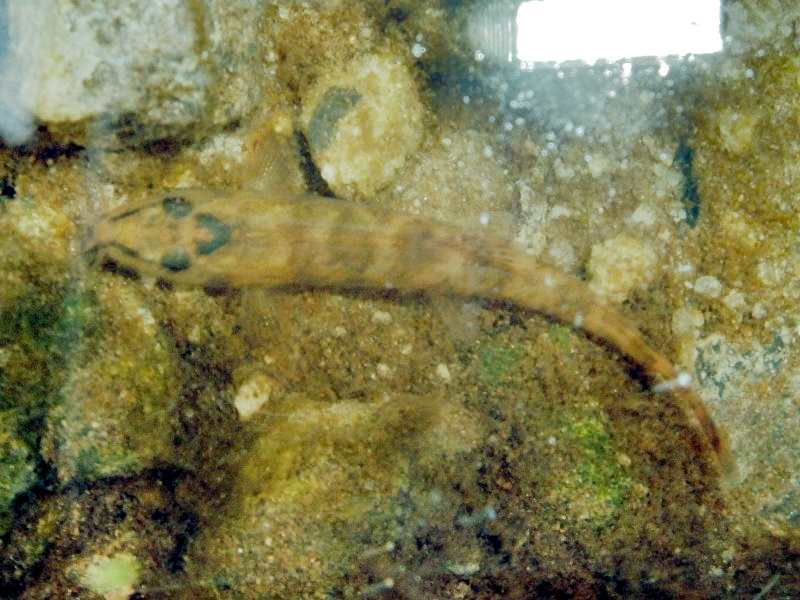
Bermpje tussen stenen

Het bermpje wordt 's nachts actief en jaagt dan op kleine waterinsecten en wormen. De soort is niet erg gevoelig voor vervuiling, maar wel voor normalisatie en kanalisatie van beeklopen en riviertjes.